# Тведестранн
Тведестранн (норв. Tvedestrand) — коммуна в губернии Эуст-Агдер в Норвегии. Административный центр коммуны — город Тведестранн. Официальный язык коммуны — букмол. Население коммуны на 2007 год составляло 5874 чел. Площадь коммуны Тведестранн — 217,81 км², код-идентификатор — 0914.

## История населения коммуны
Население коммуны за последние 60 лет.